# Pierre Cormon

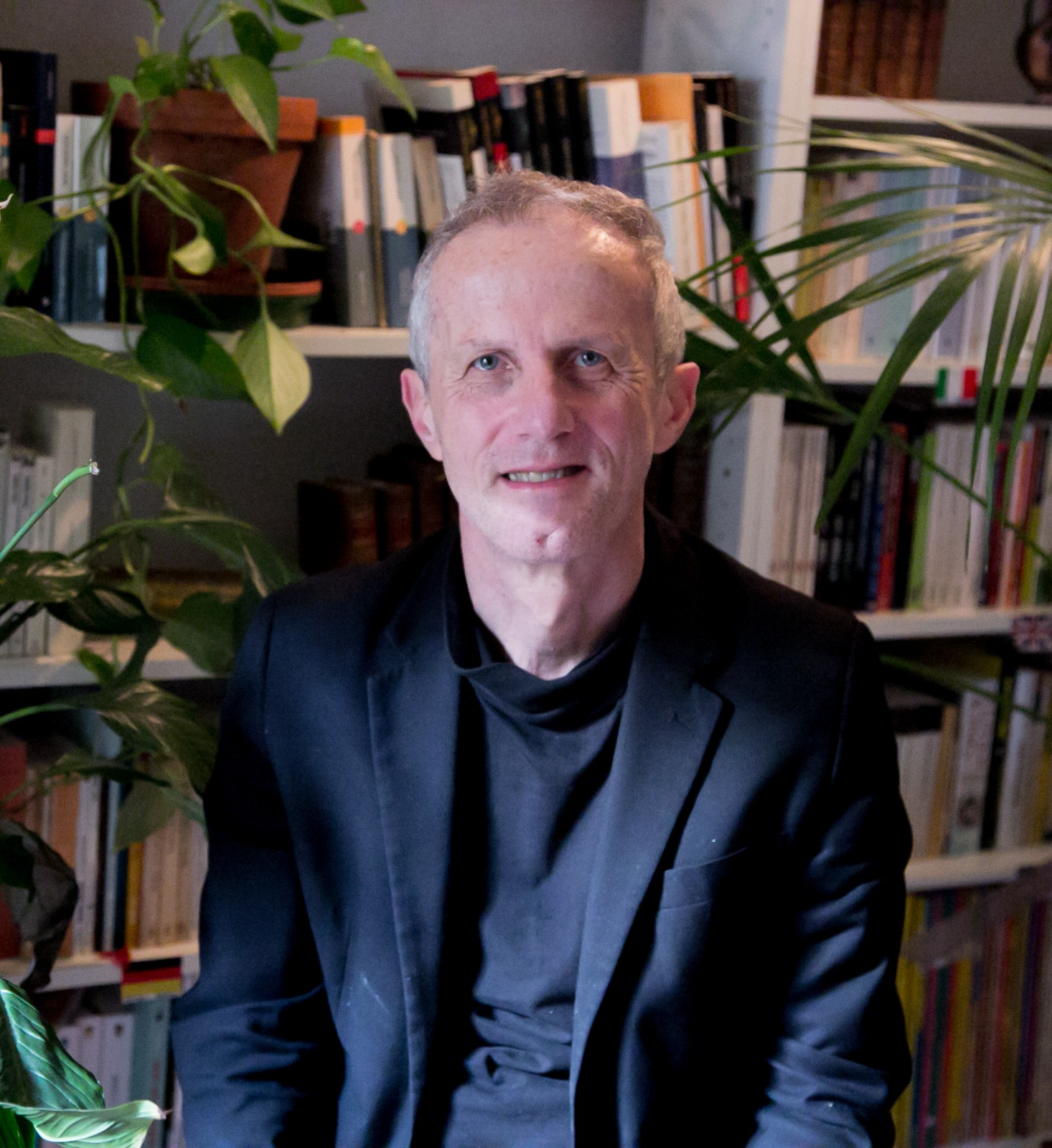
Pierre Cormon zu Hause im Februar 2024

Pierre Cormon (geboren am 3. September 1965 in Ambilly, Frankreich) ist ein Schweizer Schriftsteller und Genfer Journalist, der Bücher auf Französisch, Englisch und brasilianischem Portugiesisch veröffentlicht hat, darunter Swiss Politics for Complete Beginners. Selber aktiv im Netzwerk Glocals, hat er dieses Buch für das Zielpublikum der Expats auf Englisch geschrieben.

## Leben
Er begann seine journalistische Laufbahn 1992 bei Le Nouveau Quotidien und arbeitete dann zwischen 1993 und 1996 als Delegierter des Internationalen Komitees vom Roten Kreuz in Gaza, Jemen und Ruanda. Er nahm seine journalistische Laufbahn beim Journal de Genève, bei La Liberté und Entreprise romande wieder auf. Gleichzeitig studierte er zwischen 2000 und 20052 Oud (orientalische Laute) am House of the Arab Lute in Kairo unter der Leitung des irakischen Meisters Naseer Shamma. Diese Erfahrung verarbeitete er in seinem Roman Le Traître, der die Geschichte eines in Kairo lebenden Schweizers erzählt, der in den israelisch-palästinensischen Konflikt verwickelt wird. Er ist auch Autor eines Buches, das Ausländern das politische System der Schweiz erklärt, und eines Romans, der direkt in brasilianischem Portugiesisch geschrieben wurde und während des Karnevals in Rio spielt, O Grande Dia
.

## Werke
- Le Génie de l’aubergine, Atelier du poisson soluble, 1997, ISBN 978-2-9504568-5-4
- Les Mémoires de Satan, Atelier du poisson soluble, 2005, ISBN 978-2-913741-33-1
- Le Traître, Slatkine, 2010, ISBN 978-2-8321-0391-3
- Swiss Politics for Complete Beginners, Slatkine, 2014, ISBN 978-2-8321-0607-5
  - La politique Suisse pour les débutants, Slatkine, 2016, ISBN 978-2-8321-0753-9
- O Grande Dia, Quixote + Do, 2024, ISBN 978-8566256918